# Alfred Kottek

Alfred Kottek

Alfred Kottek (* 23. März 1906 in Znaim; † 31. August 1943 bei Wisokojesjelzo, Kreis Beogrod-Kursk, Russland [vermisst]) war ein deutscher Politiker (NSDAP).

## Leben und Wirken
Kottek wurde als Sohn eines Kaufmanns geboren. Nach dem Besuch der Volksschule und der Oberrealschule in Znaim, die er 1923 mit dem Abitur verließ, legte Kottek 1924 das Ergänzungsabitur am Gymnasium in Nikolsburg ab. 1923 wurde er Mitglied der Deutschen Nationalsozialistischen Arbeiterpartei (DNSAP), Ortsgruppe Znaim. Später folgte ein Studium der Rechtswissenschaften an der Deutschen Universität in Prag, die er 1929 mit der Promotion zum Dr. jur. abschloss. Während seines Studiums wurde er 1924 Mitglied der Burschenschaft Constantia Prag und 1926 der Burschenschaft Franconia Berlin. Nach Studienende gehörte er achtzehn Monate lang der tschechoslowakischen Armee an und besuchte die Offiziersschule. Anschließend wurde er Rechtsanwaltsanwärter in der mährischen Sprachinselstadt Iglau. 1935 wurde er Leutnant der Reserve.
1934 wurde er Mitglied der Sudetendeutschen Heimatfront (SHF), dann Ende 1934 Bezirksleiter der Sudetendeutschen Partei (SdP) in Iglau. Im März 1935 übernahm er das Amt des Kreisleiters für den Wahlkreis X (Südmähren), seit Januar 1936 mit Sitz in Znaim. Diesen Posten behielt er bis zur Aufgliederung des Wahlkreises X in drei NSDAP-Kreise am 6. Dezember 1938, wenige Wochen nach der deutschen Annexion der Sudetengebiete im Herbst 1938. Er beantragte am 14. Januar 1939 die Aufnahme in die NSDAP und wurde rückwirkend zum 1. November 1938 aufgenommen (Mitgliedsnummer 6.569.331). Er war Kreisrichter der Partei und wurde später noch zum Kreisamtsleiter ernannt. Ebenfalls im Januar 1936 ließ Kottek sich als Anwalt in Znaim nieder, wo er im August 1939 kommissarisch, ab 1940 in der Funktion als Landrat in den Staatsdienst übernommen wurde. Zudem übernahm er im Juni 1940 den Posten des Polizeidirektors in Znaim.
Bei der am 4. Dezember 1938 stattfindenden Ergänzungswahl zu dem im April 1938 gewählten Reichstag erhielt Kottek ein Mandat für den nationalsozialistischen Reichstag, dem er bis zu seinem Tod auf Reichswahlvorschlag angehörte. In der SS (SS-Nummer 314.153) erreichte Kottek 1943 den Rang eines Sturmbannführers.